# Liliana Abud
Liliana Abud (1948. július 5. –) mexikói író, színésznő.

## Élete és pályafutása
1985-ben Camila Lombardo szerepét játszotta a Tú o nadie című sorozatban. 1987-ben megkapta Cándida Linares szerepét a Rosa Salvaje című telenovellában. 1998-ban a Titkok és szerelmek című sorozat forgatókönyvírója lett.

## Színésznőként

### Telenovellák
- Cartas para una víctima (1978)
- Gotita de gente (1978) .... Martha Rivera Valdés
- Amor prohibido (1979) .... Silvia
- Añoranza (1979)
- Espejismo (1980)
- Colorina (1980) .... Alba de Almazán
- La divina Sarah (1980) .... Lysiana Bernhardt
- Una limosna de amor (1981) .... Daniela
- Gabriel y Gabriela (1982) .... Martha
- Un solo corazón (1983) .... María
- Tú o nadie (1985) .... Camila Lombardo
- Herencia maldita (1986) .... Clara Velarde
- Rosa salvaje (1987) .... Cándida Linares
- Mi segunda madre (1989) .... Sonia de Méndez
- Destinos (1992) .... Raquel Rodríguez

### Filmek
- El ruiseñor chino (1986)
- Rapunsell (1986)
- El rey Midas (1986)
- Hanzel y Gretel (1986)
- El gato con botas (1986)
- La doncella sabia (1986)
- La dama o el león (1986)
- El niño que quiso temblar (1986)
- Vieja moralidad (1988) .... Benedicta
- Íntimo terror (1992)

## Íróként

### Eredeti történetek
- Barrera de amor (2005)
- La esposa virgen (2005) (Caridad Bravo Adams szerint)
- Amarte es mi pecado (2004)
- La otra (2002)
- Los parientes pobres (1993)
- Atrapada (1991) (Carmen Daniels-szel)
- Amor en silencio (1988) (Eric Vonn-nal)
- Cicatrices del alma (1986) (Eric Vonn és Lindy Giacoman szerint)

### Adaptációk
- A vihar (La tempestad) (2013) Eredeti történet Humberto 'Kiko' Olivieri
- A szerelem diadala (Triunfo del amor) (2010) Eredeti történet Delia Fiallo
- Vad szív (Corazón salvaje) (2009) Eredeti történet Caridad Bravo Adams és Olga Ruilópez
- Fuego en la sangre (2008) Eredeti történet Julio Jiménez
- Mundo de fieras (2006) Eredeti történet Ligia Lezama, Marissa Garrido és Alberto Migré
- A mostoha (La madrastra) (2005) Eredeti történet Arturo Moya Grau
- Mariana de la noche (2003) Eredeti történet Delia Fiallo
- Entre el amor y el odio (2002) Eredeti történet Hilda Morales Allouis
- María del Carmen (Abrázame muy fuerte) (2000) Eredeti történet Caridad Bravo Adams
- Rosalinda (második rész) (1999) Eredeti történet Delia Fiallo
- Titkok és szerelmek (El privilegio de amar) (1998) Eredeti történet Delia Fiallo
- Desencuentro (1997) Eredeti történet Caridad Bravo Adams és Luis Moreno
- María (második rész) (1997) Eredeti történet Yolanda Vargas Dulché
- La antorcha encendida (1996) Eredeti történet Fausto Cerón-Medina
- El vuelo del águila (első rész) (1994) Original de Enrique Krauze és Fausto Cerón-Medina
- Yo compro esa mujer (1990) Eredeti történet Olga Ruilópez

### Mások által újraírt verziók
- A que no me dejas (2015) (remake Amor en silencio)
- Que te perdone Dios (2015) (remake Abrázame muy fuerte)
- Juro que te amo (2008) (remake Los parientes pobres)
- Piel de otoño (2004) (remake Cicatrices del alma)
- Háblame de amor (1999) (remake Amor en silencio)